# Felix Rinner
Felix Rinner, född 6 januari 1911, död 2 april 1976, var en friidrottare från Österrike. Han deltog vid olympiska sommarspelen 1932 och olympiska sommarspelen 1936.